# KV Futura
KV Futura was een Nederlandse korfbalvereniging uit Den Haag. De club ontstond in 1990 uit een fusie en in 2020 ging de club op in een nieuwe fusieclub, S.V. Dunas.

## Oprichting
Futura is een fusievereniging van 2 andere Haagse korfbalclubs.
Dat zijn:
- PAMS (Pakt Aan Maar Samen)
- VES (Vermaak En Sport)

## Geschiedenis VES
Voor de fusie met PAMS was VES een succesvolle club binnen de Christelijke Korfbal Bond.
In deze christelijke tak behaalden zij de volgende titels:
- Veldkampioen, 5x (1937, 1959, 1961, 1962, 1965)
- Zaalkampioen, 2x (1961, 1963)

## Geschiedenis PAMS
PAMS is een korfbalclub met roots in Batavia. De club die zich in Den Haag vestigde ontstond op 7 oktober 1951.
De clubkleuren waren oranje en blauw.
De club maakte in 1971 voor het eerst promotie naar de Hoofdklasse in de zaalcompetitie. De club degradeerde terug in 1974 om in 1978 weer terug te promoveren.
De club bleef het lastig houden op het hoogste niveau en degradeerde weer in 1980.
In de veldcompetitie promoveerde de club voor het eerst naar de Hoofdklasse in 1984, waardoor de ploeg in seizoen 1984-1985 in beide competities op het hoogste niveau speelde.
Dit duurde echter niet lang, want in hetzelfde seizoen degradeerde PAMS in beide competities terug naar de Overgangsklasse.
Het laatste optreden van PAMS in de Hoofdklasse was in seizoen 1987-1988 op het veld. Dit was het laatste wapenfeit van de club, want in 1990 fuseerde het.